# Phragmanthera dombeyae
Phragmanthera dombeyae là một loài thực vật có hoa trong họ Loranthaceae. Loài này được (K.Krause & Dinter) Polhill & Wiens miêu tả khoa học đầu tiên năm 1992.